# Canosa A 5
L'Associazione Sportiva Dilettantistica Canosa A5 è una squadra di calcio a 5 italiana con sede a Canosa di Puglia. I colori sociali del club sono il rosso e il blu.

## Storia
La società è nata nel 2007 con il nome di "Atletico Canosa", per poi cambiare denominazione quattro anni più tardi, diventando "Futsal Canosa". L'attuale denominazione risale all'estate del 2024. 
Dopo diversi anni tra Serie C1 e Serie B, la società canosina nella stagione 2021/2022, dopo aver ottenuto un secondo posto nel Girone G Puglia, riesce a conquistato una storica promozione in Serie A2 vincendo i play-off contro l'United Pomezia.
Solo un anno più tardi la società ha continuato la sua ascesa, salendo in Serie A2 Élite, ancora una volta trionfando nei play-off, questa volta contro l'Itria Football Club. Tuttavia, dopo una singola stagione, la squadra retrocede, facendo così ritorno in Serie A2.
Il 27 giugno 2024 la società comunica ufficialmente l'unione con la Boemondo C5, seconda società di calcio a 5 del paese. Questa decisione è stata presa dai due presidenti, Roberto Lamonaca e Giandomenico Bucci, con l'intento di portare il nome di Canosa ai vertici del calcio a 5.

## Colori e simboli

### Stemma
Il logo è composto da due simboli iconici che rappresentano l'essenza della città di Canosa di Puglia: il ponte romano, che incarna la lunga storia e le profonde radici culturali della città, e il grifone, una creatura mitologica che esprime forza, potere e stabilità. A completare il design, due semicerchi nei colori rosso e blu, che non solo richiamano le tonalità ufficiali della città, ma rappresentano anche l'idea di coesione e lavoro di squadra. Questo insieme di elementi crea un'immagine che riflette l'identità e i valori della comunità canosina.

## Statistiche e record

### Partecipazioni ai campionati
| Livello | Categoria      | Partecipazioni | Debutto   | Ultima stagione | Totale |
| ------- | -------------- | -------------- | --------- | --------------- | ------ |
| 2°      | Serie A2       | 1              | 2022-2023 | 2022-2023       | 2      |
| 2°      | Serie A2 Élite | 1              | 2023-2024 | 2023-2024       | 2      |
| 3º      | Serie B        | 7              | 2015-2016 | 2021-2022       | 7      |
| 4º      | Serie C1       | 3              | 2012-2013 | 2014-2015       | 3      |
| 5º      | Serie C2       | 5              | 2007-2008 | 2011-2012       | 5      |

## Settore Giovanile
L'11 marzo 2022 presso il centro congressi "The Nicolaus Hotel" di Bari, l'ASD Canosa A5 ha ricevuto dalla LND – Comitato Regionale Puglia presieduta da Vito Tisci il premio come società vincente la Coppa Disciplina del Campionato Regionale Under 17 di calcio a 5 per la s.s. 2019/2020.  
Nella stagione sportiva 2022/2023 l'Under 19 Nazionale conquista il 3º posto nel girone T qualificandosi alla II Fase dei Play-off scudetto del Campionato nazionale Under-19 (calcio a 5). Sempre nella stessa stagione conquista una storica qualificazione nella Coppa Italia di categoria. 
Il 21 aprile 2024 l'ASD Canosa A5 si laurea Campione Regionale Under 17 battendo 2-1 i pari età dello Sportivamente Amici di Polignano a Mare nella finale disputata a Turi, accedendo così alla successiva fase Play-off Nazionale del Campionato Under-17 (calcio a 5) per l'assegnazione dello scudetto di categoria. 
Il 9 dicembre 2024 presso il "Barion Hotel & Congressi" di Bari-Torre a Mare, l'ASD Canosa A5 ha ricevuto dalla LND – Comitato Regionale Puglia presieduta da Vito Tisci il premio come società vincente il Campionato Under 17 di calcio a 5 - Girone A della s.s. 2023/2024.

## Dirigenza
- Presidente: Roberto Lamonaca
- Vicepresidente: Emanuele Cristiani
- Direttore Sportivo: Giuseppe Volpe
- Team Manager/Resp.Settore Giovanile: Giovanni Acquaviva
- Segretario: Michele Bucci
- Media & Comunication : Giandomenico Bucci, Salvatore Schiraldi